# Richard Goodbody
Sir Richard Wakefield Goodbody, GCB, KBE, DSO (* 12. April 1903; † 29. April 1981) war ein britischer General der British Army, der unter anderem zwischen 1957 und 1960 Oberkommandierender des Nordkommandos der Landstreitkräfte (Northern Command) sowie zuletzt von 1960 bis 1963 Generaladjutant der Streitkräfte (Adjutant-General to the Forces) war.

## Leben
Goodbody absolvierte nach dem Besuch der 1567 gegründeten renommierten Rugby School eine Offiziersausbildung an der Royal Military Academy Woolwich und wurde nach deren Abschluss 1923 zunächst Offizier in der Royal Artillery, ehe er 1927 zur Royal Horse Artillery wechselte. 1942 übernahm er sein erstes eigenes Kommando, und zwar als Kommandeur (Commanding Officer) des 11th Royal Horse Artillery. Anschließend war er vom 18. Februar bis zum 15. März 1944 Kommandeur der 2. Gepanzerten Brigade (2nd Armoured Brigade), mit der er am Italienfeldzug teilnahm. Zugleich fungierte er zwischen dem 3. und 8. März 1944 als kommissarischer Kommandeur der 1. Gepanzerten Division (1st Armoured Division). Im Anschluss war er vom 7. Juni bis zum 22. September 1944 erneut Kommandeur der 2nd Armoured Brigade.
Nach Ende des Zweiten Weltkrieges fungierte Goodbody von 1946 bis 1947 als Kommandeur der Artillerie der 7. Gepanzerten Division (7th Armoured Division) und im Anschluss zwischen 1947 und 1948 als Kommandeur der 15. Infanteriebrigade (15th Infantry Brigade). 1948 wechselte er ins Kriegsministerium (War Office), in dem er bis 1949 stellvertretender Leiter der Abteilung für militärische Ausbildung war. Im Anschluss fungierte er von 1949 bis 1951 als Kommandant der Artillerieschule sowie zwischen April 1951 und März 1954 als Kommandeur (General Officer Commanding) der 56. Gepanzerten Londoner Division (56th (London) Armoured Division). Während dieser Zeit wurde er 1953 Companion des Order of the Bath (CB).
1954 kehrte Goodbody erneut ins Kriegsministerium zurück und fungierte dort als Leiter der Artillerieabteilung. Danach löste er am 8. Mai 1957 Generalleutnant Geoffrey Charles Evans als Oberkommandierender (General Officer Commanding in Chief) des Nordkommandos der Landstreitkräfte (Northern Command) ab und bekleidete diesen Posten bis zu seiner Ablösung durch Generalleutnant Michael West am 11. Mai 1960. Zugleich war er zwischen 1957 und 1968 sogenannter Colonel Commandant der Royal Artillery. Während dieser Zeit wurde er selbst zum Generalleutnant (Lieutenant-General) befördert sowie 1958 zum Knight Commander des Order of the British Empire (KBE) geschlagen, so dass er fortan den Namenszusatz „Sir“ führte.
Zuletzt wurde General Goodbody 1960 Nachfolger von General Hugh Stockwell Adjutant-General to the Forces und war damit verantwortlich für die Entwicklung der Personalpolitik und Personalentwicklung des Heeres. Diesen Posten bekleidete er bis zu seinem Eintritt in den Ruhestand 1963 und wurde danach durch General James Cassels abgelöst. Zugleich war er von 1960 bis 1968 Colonel Commandant der Royal Horse Artillery sowie zwischen 1961 und 1963 auch Aide-de-camp von Königin Elisabeth II. 1963 wurde er von ihr zum Knight Grand Cross des Order of the Bath (GCB) erhoben. Als Nachfolger von Air Chief Marshal James Robb fungierte er von 1965 bis zu seiner Ablösung durch Admiral of the Fleet Michael Pollock 1976 als King of Arms des Order of the Bath.